# Liste der Bodendenkmale in Sulingen
In der Liste der Bodendenkmale in Sulingen sind die Bodendenkmale der niedersächsischen Gemeinde Sulingen aufgeführt. Die Quelle ist der Denkmalatlas Niedersachsen.
- Bitte beachten Sie, dass diese Liste keinen Anspruch auf Vollständigkeit erhebt.
- Die Angaben ersetzen nicht die rechtsverbindliche Auskunft der zuständigen Denkmalschutzbehörde.
- Es sind nur Daten aus dem Denkmalatlas verarbeitet.
- Der Stand der Liste ist der 1. Juni 2025.

Sulingen im Landkreis Diepholz

## Allgemein
In den Spalten finden sich folgende Informationen des Bodendenkmales:
| Lage         | geographische Koordinaten                                                           |
| Bezeichnung  | Bezeichnung lt. Denkmalatlas                                                        |
| Beschreibung | Beschreibung lt. Denkmalatlas                                                       |
| ID           | Objekt-ID                                                                           |
| Bild         | Bild, ggf. zusätzlich mit Link zu weiteren Fotos im Medienarchiv Wikimedia Commons. |

## Groß Lessen
| Lage                        | Bezeichnung               | Beschreibung | ID       | Bild |
| --------------------------- | ------------------------- | --- | -------- | ---- |
| 52° 40′ 52″ N, 8° 43′ 0″ O  | Groß Lessen 2, Grabhügel  | Durchmesser ca. 18 m und Höhe ca. 0,7 m. Kopfloch (Dm. 3,5 m, tief 0,1 m). | 35611237 | BW   |
| 52° 40′ 50″ N, 8° 42′ 57″ O | Groß Lessen 3, Grabhügel  | Durchmesser ca. 24 m und Höhe ca. 1,1 m. Fast komplett von Tierbauten durchlöchert und durchwühlt. | 35611245 | BW   |
| 52° 40′ 2″ N, 8° 45′ 10″ O  | Groß Lessen 50, Burg      | Die Gräftenburg besteht aus einer Hauptburg von 35 × 38 m an deren Westflanke noch ein Wall erkennbar ist, bei dem es sich aber eher um eine Uferkante handelt. Umgeben wird sie von einem 4 m breiten und noch 0,1 m tiefen Graben. Um diesen inneren Graben verläuft ein äußerer Graben der einen im Westen 9 m und im Südwesten 12 m breiten Wall umgibt und selbst 5,8 m breit ist. Im Norden bzw. Nordnordosten schließt eine vom inneren Graben an gemessen 52,8 m lang und ca. 69 m breite Fläche an, die vom äußeren Graben umgeben wird. | 49815432 | BW   |
| 52° 39′ 30″ N, 8° 42′ 54″ O | Groß Lessen 54, Grabhügel | Größe ca. 17 × 15 m und Höhe ca. 0,6 m. Oval. In der Kuppe einige Tierbauten. Umgeben von seichten, ringförmigen Graben. | 49816137 | BW   |

## Klein Lessen
| Lage                        | Bezeichnung               | Beschreibung | ID       | Bild |
| --------------------------- | ------------------------- | --- | -------- | ---- |
| 52° 39′ 44″ N, 8° 46′ 50″ O | Klein Lessen 3, Grabhügel | Durchmesser ca. 18 m und Höhe ca. 0,7 m. Durch Tierbauten sowie zwei Pflugspuren beschädigt, südlicher Fuß durch Ackerkante abgeschnitten. | 28924922 | BW   |
| 52° 39′ 46″ N, 8° 46′ 49″ O | Klein Lessen 4, Grabhügel | Durchmesser ca. 18 m und Höhe ca. 0,9 m. Nördlich der Kuppe ein Kopfloch (Dm. 4 m, tief 0,6 m). Beschädigt durch drei Pflugspuren.         | 35611606 | BW   |

## Nordsulingen
| Lage                        | Bezeichnung                | Beschreibung                                                                                     | ID       | Bild |
| --------------------------- | -------------------------- | ------------------------------------------------------------------------------------------------ | -------- | ---- |
| 52° 41′ 44″ N, 8° 50′ 27″ O | Nordsulingen 27, Grabhügel | Durchmesser ca. 14 m und Höhe ca. 0,4 m. Durch Abgrabungen und Tierbauten stark beschädigt.      | 49842673 | BW   |
| 52° 41′ 42″ N, 8° 50′ 32″ O | Nordsulingen 28, Grabhügel | Durchmesser ca. 18 m und Höhe ca. 0,4 m. Stark beschädigt. Von W nach O von Fahrspur überquert.  | 49842899 | BW   |
| 52° 41′ 45″ N, 8° 50′ 27″ O | Nordsulingen 29, Grabhügel | Restdurchmesser ca. 10 m und Höhe ca. 0,5 m. Von Westen her abgegraben.                          | 49843175 | BW   |
| 52° 42′ 12″ N, 8° 49′ 19″ O | Nordsulingen 30, Grabhügel | Durchmesser ca. 15 m und Höhe ca. 0,6 m. Nordfuß von Fahrspur überzeichnet.                      | 49843694 | BW   |
| 52° 42′ 12″ N, 8° 49′ 17″ O | Nordsulingen 31, Grabhügel | Durchmesser ca. 13 m und Höhe ca. 0,3 m. Schlecht erhalten. Von W nach O von Fahrspur überquert. | 49843876 | BW   |

## Rathlosen
| Lage                        | Bezeichnung             | Beschreibung | ID       | Bild |
| --------------------------- | ----------------------- | --- | -------- | ---- |
| 52° 42′ 6″ N, 8° 44′ 14″ O  | Rathlosen 7, Grabhügel  | Durchmesser ca. 18 m und Höhe ca. 0,7 m.                                                                                        | 35610880 | BW   |
| 52° 42′ 2″ N, 8° 44′ 27″ O  | Rathlosen 8, Grabhügel  | Durchmesser ca. 17 m und Höhe ca. 0,8 m. Von NW führt eine Fahrspur auf die zerwühlte Kuppe.                                    | 35610897 | BW   |
| 52° 40′ 45″ N, 8° 46′ 12″ O | Rathlosen 32, Grabhügel | Durchmesser ca. 15 m und Höhe ca. 0,6 m. Nordwestliches Drittel abgegraben, hier eine Grube.                                    | 49675680 | BW   |
| 52° 41′ 57″ N, 8° 44′ 19″ O | Rathlosen 43, Grabhügel | Durchmesser ca. 14 m und Höhe ca. 0,5 m. Westlicher Fuß von zwei Fahrspuren und einem Entwässerungsgraben tangiert.             | 49809048 | BW   |
| 52° 41′ 59″ N, 8° 44′ 20″ O | Rathlosen 44, Grabhügel | Durchmesser ca. 15 m und Höhe ca. 0,5 m. Auf der stark abgeflachten Kuppe eine Kreuzung von Fahrspuren.                         | 49809074 | BW   |
| 52° 41′ 58″ N, 8° 44′ 18″ O | Rathlosen 45, Grabhügel | Durchmesser ca. 10 m und Höhe ca. 0,3 m. Von SW nach NO von Fahrspur überquert.                                                 | 49809088 | BW   |
| 52° 42′ 1″ N, 8° 44′ 15″ O  | Rathlosen 46, Grabhügel | Durchmesser ca. 19 m und Höhe ca. 0,6 m. Von SO nach NW von Fahrspur überquert.                                                 | 49811779 | BW   |
| 52° 42′ 20″ N, 8° 46′ 57″ O | Rathlosen 47, Grabhügel | Durchmesser ca. 13 m und Höhe ca. 0,5 m.                                                                                        | 49809320 | BW   |
| 52° 42′ 1″ N, 8° 44′ 14″ O  | Rathlosen 50, Grabhügel | Durchmesser ca. 13 m und Höhe ca. 0,6 m.                                                                                        | 50208260 | BW   |
| 52° 41′ 56″ N, 8° 44′ 20″ O | Rathlosen 51, Grabhügel | Durchmesser ca. 23 m und Höhe ca. 0,7 m. Wirkt sehr flach und ausplaniert und geht nach Süden in niedrigeren Dünenzug über.     | 50217612 | BW   |
| 52° 41′ 59″ N, 8° 44′ 17″ O | Rathlosen 52, Grabhügel | Durchmesser ca. 8 m und Höhe ca. 0,2 m. Kuppe zerwühlt, vor allem durch Baumwürfe.                                              | 50217642 | BW   |
| 52° 42′ 17″ N, 8° 47′ 0″ O  | Rathlosen 53, Grabhügel | Durchmesser ca. 19 m und Höhe ca. 0,6 m. Das westlichste Viertel erhalten. Östlichen zwei Drittel für Weg und Acker abgetragen. | 50232093 | BW   |

### Rathlosen 13
- ID: 35610987
- Östlich und südlich des Waldstücks lagen laut Preußischer Landesaufnahme noch wenige weitere Hügelgräber. 12 Grabhügel haben sich erhalten, einer ist in den 1970er Jahren abgegangen.

| Lage                       | Bezeichnung              | Beschreibung | ID       | Bild |
| -------------------------- | ------------------------ | --- | -------- | ---- |
| 52° 42′ 3″ N, 8° 46′ 42″ O | Rathlosen 13             | Größe ca. 18 × 12 m und Höhe ca. 0,5 m. Oval. Von SW nach NO von moderner Wegespur überquert. | 35611007 | BW   |
| 52° 42′ 4″ N, 8° 46′ 42″ O | Rathlosen 14             | Durchmesser ca. 18 m und Höhe ca. 0,9 m. | 35611019 | BW   |
| 52° 42′ 4″ N, 8° 46′ 41″ O | Rathlosen 15             | Durchmesser ca. 8 m und Höhe ca. 0,3 m. Nördlicher Hangfuß für Weg abgegraben. | 35611029 | BW   |
| 52° 42′ 4″ N, 8° 46′ 41″ O | Rathlosen 16             | Durchmesser ca. 6 m und Höhe ca. 0,3 m. Östlicher Hangfuß von Waldweg geschnitten. | 35611040 | BW   |
| 52° 42′ 4″ N, 8° 46′ 41″ O | Rathlosen 17             | Durchmesser ca. 8 m und Höhe ca. 0,3 m. Auf der Kuppe mittig ein kleiner Findling. | 35611051 | BW   |
| 52° 42′ 3″ N, 8° 46′ 41″ O | Rathlosen 18             | Durchmesser ca. 9 m und Höhe ca. 0,3 m. | 35611062 | BW   |
| 52° 42′ 3″ N, 8° 46′ 41″ O | Rathlosen 19             | Größe ca. 19 × 9 m und Höhe ca. 0,7 m. Langoval. Westliche Flanke evtl. durch die Anlage eines Altwegs abgegraben. | 35611073 | BW   |
| 52° 42′ 2″ N, 8° 46′ 40″ O | Rathlosen 20             | Größe ca. 12 × 11 m und Höhe ca. 0,4 m. Oval. | 35611084 | BW   |
| 52° 42′ 2″ N, 8° 46′ 41″ O | Rathlosen 21             | Durchmesser ca. 8 m und Höhe ca. 0,4 m. Südfuß abgegraben. | 35611095 | BW   |
| 52° 42′ 2″ N, 8° 46′ 40″ O | Rathlosen 22             | Durchmesser ca. 13 m und Höhe ca. 0,8 m. Südfuß abgegraben, evtl. auch oval. | 35611106 | BW   |
| 52° 42′ 2″ N, 8° 46′ 39″ O | Rathlosen 24             | Durchmesser ca. 11 m und Höhe ca. 0,3 m. | 35611128 | BW   |
| 52° 42′ 3″ N, 8° 46′ 39″ O | Rathlosen 27             | Durchmesser ca. 15 m und Höhe ca. 0,4 m. Unförmiger Randwall. Kopfloch (Dm. 6 m, tief 0,2 m). | 35611175 | BW   |
| 52° 42′ 4″ N, 8° 46′ 39″ O | Rathlosen 28, Wegespuren | Bis zu fünf Wegespuren die von Süden nach Norden parallel zur B 61 durch ein Grabhügelfeld verlaufen. Erhalten über eine Länge von 86 m, im Norden und Süden eingeebnet. Jünger als die Grabhügel, da sie Rücksicht auf diese nehmen. Ihr Verlauf parallel zur B 61 spricht weniger für eine frühgeschichtliche als für eine mittelalterlich-frühneuzeitliche Straße. | 35611184 | BW   |